# Пре-B-клеточный рецептор

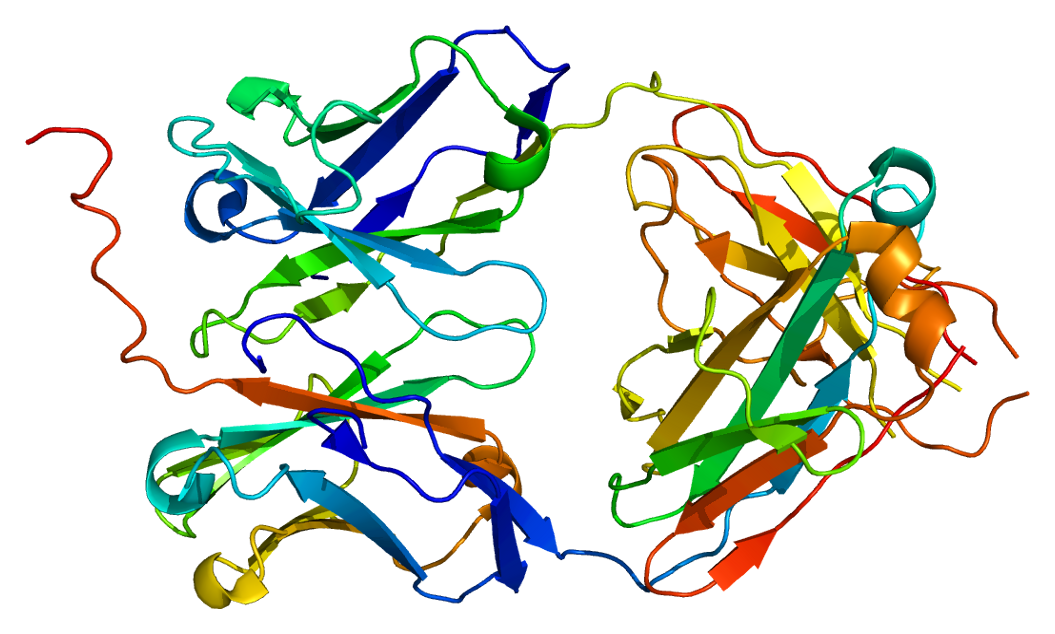
Структура Fab-подобного фрагмента пре-В-клеточного рецептора

Пре-B-клеточный рецептор — рецепторный белковый комплекс, который присутствует на плазматической мембране предшественников B-клеток в течение короткого времени и служит сигналом завершения продуктивной соматической рекомбинации генов тяжёлых цепей иммуноглобулинов. Хотя пре-В-клеточный рецептор синтезируется в клетке только в течение короткого промежутка времени, это событие, тем не менее, является важной контрольной точкой в развитии В-лимфоцита. Его присутствие на мембране показывает, что клетки способны синтезировать нормальные тяжёлые цепи иммуноглобулинов, и только такие клетки могут продолжать своё развитие, в противном случае они погибают в результате апоптоза. Синтез пре-B-клеточного рецептора знаменует переход от про-B-клеток к пре-B-клеткам.

## Структура
По своей структуре пре-B-клеточный рецептор близок к B-клеточному рецептору: он состоит из двух копий тяжёлой цепи иммуноглобулина класса μ и двух копий суррогатной лёгкой цепи, которая в свою очередь состоит из двух белков — VpreB и λ-подобного белка (λ5 у мышей). Компоненты суррогатной лёгкой цепи гомологичны обычной лёгкой цепи, входящей в состав B-клеточного рецептора. VpreB имитирует вариабельный участок лёгкой цепи, а λ-подобный белок — константный. Кроме того, в состав пре-В-клеточного рецептора входит вспомогательный белковый гетеродимер Igα/Igβ (CD79a/CD79b). Эти белки содержат ITAM-мотивы (англ. immunoreceptor tyrosine-based activating motif) в цитоплазматической части молекулы, которые необходимы для передачи сигнала от рецептора внутрь клетки.
Тяжёлые цепи в составе пре-В-клеточного рецептора человека подвергаются N-гликозилированию по остаткам аспарагина в положениях 46, 207, 270, 277 и 438, причём, в отличие от В-клеточного рецептора, большинство молекул несёт гликаны незрелого типа (с высоким содержанием маннозы). Гликозилирование тяжёлой цепи по положению 46 необходимо для нормальной сборки рецептора и его функционирования.

## Внутриклеточная локализация и транспорт
Пре-В-клеточный рецептор локализуется как в плазматической, так и во внутриклеточных мембранах. На поверхности клетки он представлен в несколько раз меньшим количеством молекул, чем В-клеточный рецептор. По данным разных исследователей, это может быть связано с более высокой скоростью интернализации пре-В-клеточного рецептора или с тем, что суррогатные лёгкие цепи синтезируются в меньшем количестве, чем тяжёлые и это лимитирует количество молекул зрелого рецептора вообще.
Тяжёлые цепи пре-В-клеточного рецептора подвергаются N-гликозилированию. В большинстве случаев N-гликозилирование белков начинается с присоединения к нему стандартной коровой олигосахаридной единицы с высоким содержанием маннозы в эндоплазматическом ретикулуме (ЭПР). По мере прохождения гликозилированного белка через аппарат Гольджи часть молекулы олигосахарида отщепляется, и присоединяются дополнительные остатки сахаров (таких как галактоза, N-ацетилглюкозамин и сиаловая кислота и др.). В результате к моменту достижения плазматической мембраны зрелый белок содержит гликан сложного типа. Однако пре-В-клеточный рецептор является нетипичным в этом отношении белком, так как его зрелые молекулы содержат немодифицированные олигосахариды.
Вероятно, необычное гликозилирование пре-В-клеточного рецептора связано с тем, что он транспортируется от места синтеза (ЭПР) к плазматической мембране по нетипичному для мембранных белков маршруту. Предварительные исследования показали, что молекулы рецептора, по всей видимости, минуют аппарат Гольджи на пути к поверхности клетки, а значит и не встречаются с ферментами, осуществляющими модификацию олигосахаридов в их составе.

## Передача сигнала
До сих пор точно не известно, как именно запускается передача сигнала от пре-В-клеточного рецептора: в различных экспериментальных условиях было продемонстрировано, что передача сигнала может происходить как при связывании рецептора с лигандом, так и без явной стимуляции рецептора в результате его спонтанной олигомеризации (так называемая конститутивная, или тоническая, передача сигнала). Природа естественных лигандов пре-В-клеточного рецептора также остаётся предметом дискуссий. Было обнаружено несколько молекул, способных стимулировать рецептор в условиях эксперимента: гепарансульфаты (у мышей) и галектин-1 (у человека и мышей). Дальнейшие исследования на мышах, однако, показали, что только галектин-1 может активировать пре-В-клеточный рецептор и что у животных, неспособных синтезировать эту молекулу, развитие В-клеток замедляется.

### Регуляция активности сигнального пути
Время активности сигнальго пути, начинающегося с пре-В-клеточного рецептора, ограничивается механизмом отрицательной обратной связи. Активация этого пути приводит к ингибированию транскрипции генов его компонентов, таких как λ5, VpreB, Igα, Igβ, Lyn, BTK и других.